# Psykologisk krigföring

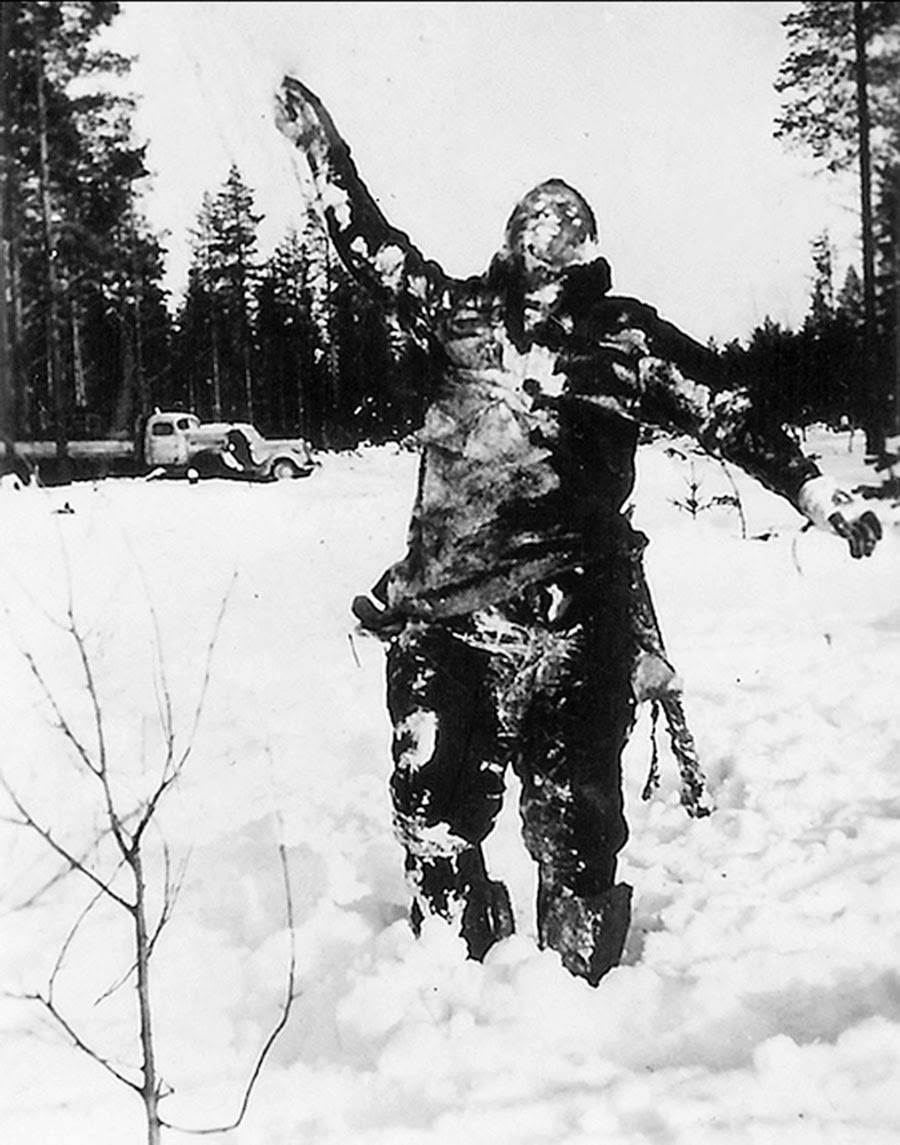
Psykologisk krigföring: en död rysk soldat som riggats upp av finska soldater som en varning till ryssarna under vinterkriget 1939–1940.

Psykologisk krigföring är en form av krigföring som sker på det mentala planet. Genom olika former av propaganda försöker man försvaga motpartens moral och dess motståndsvilja. Flygblad, radiosändningar, television, internet och rykten är viktiga vapen i den psykologiska krigföringen. Syftet är att försvaga fiendens moral, skifta känslan av lojalitet och potentiellt vinna över motpartens sympatisörer till sin sida.
På motsvarande sätt handlar psykologiskt försvar om att stärka de egna truppernas stridsförmåga och det egna folkets försvars- och motståndsvilja.

## Psykologisk krigföring i Sverige
Inom Försvarsmakten används begreppet "psykologiska operationer" (psyops), som definieras som planerade aktiviteter som använder kommunikationsmetoder och andra medel riktade mot godkända målgrupper i syfte att påverka uppfattningar, inställningar och uppträdande för att uppnå egna politiska och militära mål.
Vid Ledningsregementet i Enköping påbörjades 2006 utvecklingen av ett psyopsförband som blev klart 1 januari 2011. Delar av förbandet, som går under namnet 10. psyopsförbandet, har medverkat vid de svenska insatserna i Afghanistan och Libyen. Utöver ovan nämnda mediekanaler, som i huvudsak är enkelriktad kommunikation till massan, eftersträvas i dag framför allt personlig dialog (”face-to-face”) som kanaliseras mot nyckelpersoner.
I maj 2020 överlämnade utredaren Anders Danielsson utredningen ”En ny myndighet för att stärka det psykologiska försvaret” (SOU 2020:29) till regeringen. Myndigheten ska ansvara för att utveckla och samordna det psykologiska försvaret.